# Chappe et Gessalin
La Chappe et Gessalin era una carrozzeria francese fondata nel 1930 ed attiva fino al 1974. Dal 1966 ebbe una certa notorietà anche come costruttore di auto, con il nome di CG Automobiles.

## Storia

### Gli anni a cavallo della Seconda Guerra Mondiale
La storia della carrozzeria Chappe et Gessalin affonda le sue radici nel lontano 1930, anno in cui nella cittadina di Saint-Maur-des-Fossés, non lontano da Parigi, Amédée Gessalin e i tre fratelli Abel, Albert e Louis Chappe aprirono una nuova carrozzeria denominata Carrosserie Chappe. Il contatto della famiglia Gessalin con i fratelli Chappe risalì a quando lo stesso Amédée sposò la sorella maggiore dei Chappe. I tre fratelli Chappe erano quindi i cognati di Amédée. La nuova attività si incentrò in maniera particolare su mezzi commerciali, anche se non mancarono di tanto in tanto anche richieste per telai automobilistici da "vestire" su misura. Il grave periodo dal punto di vista economico non impedì alla nuova carrozzeria di ritagliarsi un piccolo spazio nel panorama, allora particolarmente vasto, dei carrozzieri francesi, la maggior parte dei quali ormai affermati e rinomati.

L'arrivo della seconda guerra mondiale interruppe l'attività della carrozzeria, ma al termine del conflitto si ricominciò, con le redini della piccola azienda riprese da Jean Gessalin, succeduto al padre Amédée che nel frattempo era deceduto, e ancora dai tre fratelli Chappe. La ragione sociale cambiò già dal 1946 in Carrosserie Chappe et Gessalin e la sede fu sposta a Brie-Comte-Robert, sempre nei pressi di Parigi. I primi anni del dopoguerra ci si dedicò praticamente solo a carrozzare autocarri Delahaye, ma anche in questo caso non mancarono alcuni esempi di carrozzerie per autovetture, come per esempio quelle destinate ad alcuni modelli Delahaye e Talbot-Lago destinati alle competizioni, carrozzerie che vennero realizzate in alluminio.

### Gli anni '50
Proprio di questi primi anni dopo la fine della guerra fu la sperimentazione del poliestere e della vetroresina per la realizzazione di carrozzerie dal peso ridotto, da impiegare appunto su modelli sportivi stradali o impiegati nelle competizioni. Tra le prime applicazioni di tale nuova tecnologia vi furono alcuni modelli della piccola Casa francese della Deutch-Bonnet, su base Panhard. Anche quando i due fondatori della Deutch-Bonnet si separarono a causa di divergenze e fondarono due distinte Case automobilistiche (la René Bonnet Automobiles e la CD), entrambi continuarono a servirsi della carrozzeria Chappe et Gessalin per il suo utilizzo, all'epoca assai innovativo, della vetroresina e del poliestere. Anche altri piccoli costruttori dell'epoca (UMAP, Arista, ecc), divennero clienti della Chappe et Gessalin. Ma una svolta significativa si ebbe quando nel 1954 un concessionario Renault della capitale incaricò la piccola carrozzeria di realizzare 25 esemplari di una vettura con carrozzeria coach su base 4CV. Lo stesso concessionario incaricò poi un certo Jean Rédélé della vendita di tali fuoriserie. L'idea ebbe successo e fu così che nacque la prima vettura della Alpine-Renault, denominata A106, la quale sarebbe stata prodotta in piccola serie (251 esemplari totali) fino al 1960 (e fino al 1963 per la versione cabriolet).

### La CG Automobiles
La doccia fredda per la Chappe et Gessalin arrivò nei primi anni sessanta, quando la Alpine, sull'onda del successo dei suoi modelli, crebbe talmente da potersi permettere di costruire in proprio le carrozzerie da destinare alle proprie vetture. Pertanto l'azienda di Brie-Comte-Robert perdette un importante cliente, ma sopravvisse grazie alle commesse di altri clienti. Fu proprio in questo periodo che i quattro soci progettarono di cominciare a costruire auto per conto proprio e si rivolsero alla SIMCA affinché potessero disporre della meccanica della Casa di Poissy. La trattativa diede esito positivo e nel 1966 nacque la CG Automobiles (dove le lettere CG non furono altro che le iniziali di Chappe e Gessalin) che di lì a poco presentò la Spider 1000, una piccola spider con carrozzeria 2+2 in vetroresina e poliestere su meccanica della Simca 1000.

In seguito arrivò anche la CG 1200 S, durante la produzione della quale, la giovanissima Casa francese strinse un accordo di collaborazione con la Chrysler Europe, ed in particolare con la stessa Simca, per divenire una delle propaggini dell'attività sportiva della Casa della Rondine, attività promossa da Henri Chemin, nuovo personaggio all'interno dell'organigramma di Chrysler France, al quale venne affidato appunto il compito di occuparsi dell'attività sportiva della Simca. L'attività di Chemin sfociò anche nell'istituzione del cosiddetto Simca CG Proto MC, una sorta di piccola scuderia in cui vennero impiegate alcune vetture da competizione costruite dalla stessa CG. Le vetturette del piccolo costruttore francese non mancarono di riscuotere successo, grazie anche alle vittorie nelle competizioni.

Nel 1972 fu realizzato il terzo ed ultimo modello CG prodotto in piccola serie, la CG 1300. Anche questo modello fu accolto con calore: sfortunatamente, però, nel 1973 vi fu l'arrivo della crisi petrolifera che obbligò anche i più irriducibili appassionati ad un lungo periodo di austerity che soffocò i progetti dei piccoli costruttori e rischiò di metterne in ginocchio altri, più grandi ed affermati. La CG appartenne alla prima di queste categorie, ed oltretutto la Matra, appena rilevata dalla Chrysler, propose come erede della 1200 S Bertone una nuova vettura, la Bagheera, la quale finì per dare un taglio definitivo alle speranze della CG. Gli ultimi esemplari della 1300 furono consegnati nel 1974, dopodiché la piccola azienda di Brie-Comte-Robert chiuse definitivamente i battenti.